# Bonnie Bedelia
Bonnie Bedelia (født 25. marts 1948 i New York, USA) er en amerikansk skuespillerinde. Hun er bedst kendt for sine rolle i Die Hard (1988), efterfølgeren Die Hard 2: Die Harder (1990), og Presumed Innocent (dansk titel: Måske uskyldig) (1990).